# 第三位置
第三位置（英語：Third Position），也译作第三立场，又称第三位置主义（Third Positionism），是一种意識形態和思潮，因施行此路線的國家在冷戰期間既不加入共产主义阵营也不加入资本主义阵营而得名。第三位置主义反对外界对自己的政治划分和标签化行为，常声明自己已经超越了“左”和“右”的世界政治秩序。

## 词语释義
第三位置主义是一种涉及到政治制度的意识形态，并不只是经济领域的思想。第三位置主义的实践往往涉及到国家最基本政体的变化。这是与中间派（英語：centrism）在政治经济领域的第三条道路（英語：Third Way）最根本的区别。第三条道路是指经济领域中社会主义与资本主义之间的折中路线，而第三位置是意识形态中共產主義和資本主義之外的第三极。由于第三位置介绍到中文较晚，因此在很多场合将第三位置与第三条道路混淆。

## 思想
历史上第三位置主义认为生产资料应该尽可能地分散到包括工人，商人和企业家在内的先进生产力代表的手中。第三位置者寻求民族分离主义者并实现“隔离而平等”的族裔多元化，愿意与各类民族分离主义建立联盟关系，支持民族自治平等的不干预政策，支持不发达地区的民族解放运动。最新的发展包括对环保主义和“多神信仰的重建”的非传统宗教的支持。
乔治·布兰克斯顿对阿根廷的第三位置进行过十分透彻的研究，他在《庇隆的阿根廷》一书中写到，阿根廷的第三位置主义者“坚决认为，社会中基本上相互冲突的力量有四个而不是两个，那就是理想主义、物质主义、个人主义和集体主义。”物质主义与个人主义的结合就是资本主义，物质主义与集体主义的结合则是共产主义，理想主义与个人主义占绝对优势就会造成技术专家的独裁统治，理想主义与集体主义占绝对优势就产生第三位置。
在历史上第三位置主义并不是一个单一学说，而是在政治光譜中处于第三极相同位置的集合，至少包括三部分内容：
- 在欧洲出现的民族布尔什维克主义和斯特拉瑟主义（一种激进的、经济偏左的纳粹主义）。
- 以国家社會主义为起点并在二战后全球范围内出现的新法西斯主義思潮，其共同特点是既反对马克思主义也反对自由主义、主张以种族主义、沙文主义或极端民族主义（英語：Ultranationalism）来振兴国家。[1][2][3][4][5][6][7]
- 既反对左派，也反对右派都會政治精英的意识形态，具有強烈的民粹主義及個人色彩，以阿根廷正義黨的庇隆主义（胡安·庇隆、內斯托·基什內爾）、委內瑞拉烏戈·查韋斯的左翼民粹主义为代表。

## 起源
在经济领域内试图既不走社会主义道路也不走資本主義道路的思潮，最早是王朝社會主義。1871年普法戰爭之后俾斯麦完成了德国统一，但王朝政府左面受到工人运动的威胁，右面受到资产阶级政党民主诉求的压力。俾斯麦既反左又反右，强力推出6000余条保护劳工的法令，既保护了王朝利益，也实现了他的国家需要照看人民的政治理念。19世纪末的德意志因此成为世界上第一个福利国家。本质上，这是因为帝国政府的主要反对者是德意志地区自拿破仑时代以来逐渐获得话语权的民族资产阶级。为了稳固教派冲突尖锐，南北经济历史文化差异巨大，政治结构脆弱的新生帝国，被迫对同样新兴的工人阶级所做出的让步与拉拢。费迪南德拉萨尔作为早期德国工人运动的领导人在这一过程中起到了重要作用。
在意大利和梵蒂冈，羅馬教皇利奥十三世在1891年所發布新通諭（Rerum Novarum）提出社團主義，以對抗傳統以社会主义意識形態為主的工會。社團主義這個理論的基礎是來自於中世紀傳統的同業公會和以行會為主的經濟，以及後來的工团主义提出了一種階級合作的形式來取代阶级斗争。
对第三位置主义的正式起始确认是民族布尔什维克主义和斯特拉瑟主義。民族布爾什維克主義是一个在第一次世界大戰期間，德國「左派」共產黨人创建的民族主義共产主义思潮，反對無產階級國際主義，主張本国的利益高於一切。斯特拉瑟主義是纳粹主义中一个更激進的反对金融資本主義的大規模工人群众行動。

## 经济政策
在经济领域内试图既不走社会主义道路也不走資本主義道路是第三位置的特点，可以以承袭了社團主義的納粹主義为代表。社團主義強調國家對於經濟的調控，由階級合作來全盤計畫經濟，第三位置的经济政策反對民主的資本主義經濟和自由放任政策。弗里德里克·哈耶克在1944年的《通往奴役之路》一書中主張，正是因為德國自經濟大恐慌以來訴諸的社會主義政策，訴諸以政府手段解決所有面臨的經濟危機，卻忽略了經濟危機正是因為政府干預所造成的，最後導致經濟計算問題的惡性循環，在民主議會無能掌控經濟的情況下，要求絕對獨裁者掌權的聲浪便不可避免的蔓延全國。
第三位置认為生产资料應該儘可能地分散到包括產業、農業工人，商人和企業家在內的先進生產力代表的政治精英手中。與資本主義相比較，多元制度裡眾多團體必須經過民主競爭的過程才能取得權力，但在社團主義制度裡，許多未經過選舉的組織實體掌控了決策的過程。這些社團主義的代表團與一般的商業公司或法人組織並不相同，而是構成了社團主義國家的中心思想——精英政治。另一方面，这种社会关系突顯商業公司控制了政府決策過程而犧牲公共利益的情況，因为这些商業公司完全为国家所控制。商業公司對於政府的影響力通常是透過遊說和其他管道來提升他們的利益，而這些行徑通常被視為是對公眾有害的。從這個角度來看，社團主義也常被稱為公司政治。如果社團主義還與軍事企業有所牽連，也常會被稱為军国主义或軍工企業複合體。

## 在各国的发展

### 阿根廷
阿根廷總統胡安·裴隆（任期：1946年－1955年；1973年－1974年）所界定他的學說（庇隆主义）是介于資本主義和社會主義之间的作為第三位置的立场。特別是他的第一屆政府（1946－1951）的特點就是混合了社團主義，國家主導經濟發展和提供社會福利措施。庇隆主义认为，第三立场学说的目标是实现人类社会中人的幸福，而达到这一目标的方法是协调物质主义、理想主义、个人主义和集体主义这几种力量，并以基督教的精神珍视每一种力量。尽管阿根廷種族偏見现象普遍，但庇隆主義并无種族偏見内容，支持女性權益和对同性恋的宽容态度，也与法西斯主义者决然不同，但庇隆主義同樣反對共產主義。
裴隆死後，作為庇隆主义政黨的正義黨分裂為左派庇隆主义和右派庇隆主义，左派庇隆主义（即后來由內斯托·基什內爾領導的勝利陣線）具有左派民粹主義的色彩，現實際上主導正義黨，而庇隆主义右派則兼具民粹主义和新自由主义的色彩，但同時並不與反對庇隆主义的右派政黨結盟，呈對立關系。

### 英国
英国的第三位置代表性组织是由極右派新法西斯主义者Patrick Harrington，Derek Holland和David Kerr等成立的民族陣線（National Front）。他们号召建立致力于民族主義和种族隔离的政治，同时在理论上也澄清第三位置的经济政策。
1988年洛克比空難後，有極右成员访问利比亚，试图从卡扎菲处获得经费，但没有成功。
1989年民族阵線走向分裂，第三位置立场渐渐被支持经济上的第三条道路的英國國家黨所取代。

### 德国
1871年普法戰爭之後德國強人首相奥托·冯·俾斯麦（Otto von Bismarck）完成了德國統一，但王朝政府左面受到工人運動的威脅，右面受到資產階級政黨民主訴求的壓力。俾斯麥既反左又反右，強力推出6000餘條保護勞工的法令，既保護了王朝利益，也實現了他的國家需要照看人民的政治理念。俾斯麥的福利制度和政策被称为王朝社會主義（德語：Staatssozialismus）。但俾斯麥對左派社會主義勢力絕不手軟，自1890年，德国社会民主党渐渐形成一个观点，以前那些旧王朝的国家精英们并没有在德国实现社会主义。在这样的情况下，作为一种既不同于社会主义，也不同于资本主义的第三位置思潮出现。这就是国家社会主义。应该看到的是，国家社会主义最初活跃于经济政策方面，随后再开始深入到意識形態和国家政治方面。
俾斯麥的王朝社會主義的福利制度和政策得到民眾的廣泛支持，也因此為國家社會主義追捧，並被追認為國家社會主義的前身。在此基礎上抽象出來的依賴、倡導國家機器直接操控生產資料的一種既不是意識形態，也不是政治制度的經濟架構被稱為國有社會主義 (英語：state socialism)。國有社會主義也被认为是国家社会主义的经济政策。在生产关系方面，国家社会主义与社会主义相同，提倡一种能和社会化生产大分工相适应的以国家计划为主体的生产分配调控。但在生产资料所有制方面，国家社会主义与社会主义并不相同，同时也反对那种生产资料为个人所有的资本主义制度。以共产主义为意識形態的社会主义强调生产资料公有。而国家社会主义强调的是生产资料在所谓国家意志影响下的监控，政府并不直接控制生产资料的配置和使用，但政府代表国家拥有对生产资料的绝对控制权，使用权和分配权。
工業家、作家和政治家瓦爾特·拉特瑙（Walther Rathenau）在1916年《即将来临的日子》（德語：Von kommenden Dingen）写道，未来的“人民政府”将弥合资本家和工人阶级的裂痕，并强迫资本家们接受国家的旨意。他将通过税收限制高收入及财产分配，鼓励增加公共教育，鼓励工人阶级更多的參與，消除壟斷和防止投機和懶惰。拉特瑙的观点吸引了很多年青人和民族主义者，并对國家社會主義后来的发展起了决定性的影响。
1918年之后，德国的政治思潮出现了一股试图阻止共产主义蔓延的保守革命运动。但国家社会主义则出现反对民主主义的倾向。国家社会主义认为民主主义不仅不能代表整个民族的利益，反而是资本主义政客创造出来的一套统治工具，是谎言。国家社会主义认为民主主义强调的是民权是以牺牲国家利益为代价换取部分人个人需要的满足。国家社会主义认为民主是一种效率低下的社会制度，会使国家政策制定变的更加混乱和无效，进而会影响到国家在国际间的竞争能力。
在第一次世界大战期间，德国共产党人劳芬堡、沃尔弗海姆、亨利希等人鼓吹民族主义，反对无产阶级国际主义，主张本民族的利益高于一切。他们主张把德国一切民族主义分子，包括资产阶级在内，都吸引到共产党方面来，在“民族布爾什維克主義”的旗帜下，同協約國作战。到魏瑪共和國，保守与极左革命者之間出现被称为前沿交叉（德語：Querfront，這個詞现在也用於形容左翼右翼團體之間的相互合作和交叉渗透）的合作。一方面，共產国际以国际主义的戰略来对抗社會民主主義，造成了真正的法西斯主义和極端民族主義勢力臨時合作产生的僵局和事故。另一方面，Ernst Niekisch和其他曾試圖結合共產主義和反資本主義的民族主義勢力推翻魏瑪共和國的原有秩序。他稱這种合併为民族布尔什维克主义。

### 法國
第三位置的思想在法國獲得了一些支持。Jean-Gilles Malliarakis在1985年成立“第三位置”组织（法語：Troisième Voie；简称：TV），视美國、共產主義和猶太复國主義为其敌人，主張通过激進的路徑进行全国革命。“第三位置”组织于1991年分裂。

### 義大利
意大利的第三位置是由Roberto Fiore，Gabriele Adinolfi和Peppe Di Mitri在传统意大利新法西斯主義环境中发展起来的。意大利的第三位置意识形态包括军国主义，复兴极端民族主义，种族分离和民族解放运动。与英国的第三位置一样，意大利的第三位置也倡导政治战士。事实上，Roberto Fiore在1980年代曾流亡英国，见证了英国第三位置的兴起。
为了增强第三位置的文化背景，Roberto Fiore试图与意大利思想家尤利烏斯·埃佛拉的农庄主义结合。他也结合了其他一些极右观点。目前意大利第三位置的代表性组织是Roberto Fiore领导的新力量。

### 利比亞
利比亞卡扎菲在1970年代提出第三国际理论（英語：Third Universal Theory）。这个理论是建立在伊斯兰社会主义、阿拉伯民族主义和直接民主制思想上的，与铁托主义类同。卡扎菲认为资本主义和共产主义已经被证明为不适合于第三世界，而他的第三国际理论为第三世界国家指出了一条道路。在第三国际理论基础上，卡扎菲自1977年起将利比亞的国家名改为民眾國（阿拉伯語： jamāhīriyyah），与“人民共和國”这种社会主义国家形式相对应。利比亞政府表示，利比亞是一個「沒有任何政黨」的直接民主制国家，民众「直接参与」各地方委员会来管理国家；而各地方委员会则受到卡扎菲直接控制的革命委員會的监督。
卡扎菲还在在利比亞贊助了多個國際會議，推動他的阿拉伯及非洲民族主義和培養與第三位置一致的思想觀念。卡扎菲還为美國和加拿大的种族民族主義團體提供資金。

### 美国
美國20世紀一些白人至上主義團體在政治上积极推动第三位置主义，如全國聯盟、羅克福德學院、白雅利安抵抗等；同时一些黑人至上主義團體，如伊斯蘭教民族也提出相同的观点。
在美國，第三位置信徒積極爭取招收左翼民粹主義人士，試圖說服進步运动分子聯手反對政府的一些政策，包括美國軍隊對外軍事干預、支持以色列、中央情報局不當行為和秘密行動、对隱私權和公民自由的壓制。
2010年，美國第三位置黨成立；部分原因是试图荟集那些对2000年代後期環球金融危機和奧巴馬政府不滿的右翼民粹主義者。
茶党运动也是在共和黨的一大勢力，但並不等同第三位置。